# Kawai (Nara)
Pour les articles homonymes, voir Kawai (homonymie).
Kawai (河合町, Kawai-chō) est un bourg du district de Kitakatsuragi, dans la préfecture de Nara, au Japon.

## Géographie

### Démographie
Au 1er décembre 2014, la population de Kawai s'élevait à 17 922 habitants répartis sur une superficie de 8,27 km2.